# 伽利公园

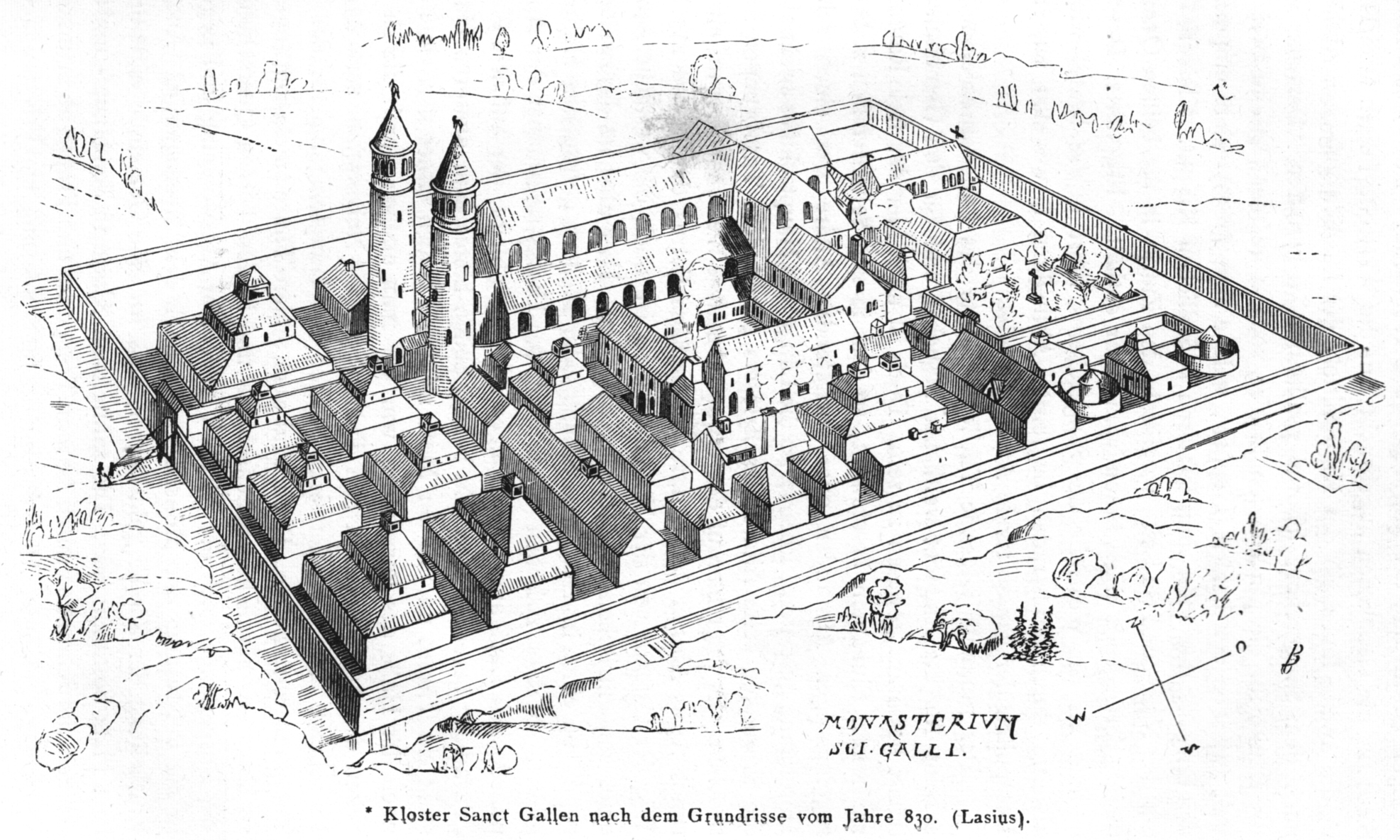
伽利公园

伽利公园(Campus Galli), 即梅斯基希加洛林王朝寺院城，是一个以圣加伦寺院为蓝图的现代建筑工程，意旨模仿还原出欧洲中世纪早期的建筑风格与生活环境。位于巴登符腾堡州小城梅斯基希附近的伽利公园建筑群仅由中世纪早期的工艺技术进行建造。公园于2013年6月起开始已经对游客开放，而稳定的旅游产业则将会成为伽利公园的长期资金来源。

## 建筑计划
伽利公园这一对公元九世纪初圣加伦寺院的复建工程正在梅斯基希以北四公里的地方进行着。考古学对于这一寺院城市的建立尤为重要，其目的为以尽最大努力还原并仅使用当时的建筑材料与方法、科学地展现出加洛林王朝的建筑风格与技术。
建筑工地上目前（2014年）有大约25名全职工人。由于依照中世纪的建筑习惯，从十一月中旬到四月这段天气较为寒冷的时期将会暂停施工，故完整的建造预计将持续约40年。
这项由来自亚琛的记者Bert M. Geurten提出的工程最初得到了来自梅斯基希市、巴登符腾堡州以及欧盟的约一百万欧元的公开资助，之后的资金将会像法国的Guédelon城堡工程一样通过旅游业获得。
这项建筑工程的专业指导与监督由2013年11月初成立的顾问组负责。此顾问组的带头人是考古学家、巴登符腾堡州建筑文物保护部的领头人Claus Wolf。而副手则是历史学家、波恩大学教师Matthias Becher。其余成员还有于2013年10月退休的圣加伦图书馆管理员Ernst Tremp和他的继任者Cornel Dora等来自考古学、历史学、神学与草药学得专家。

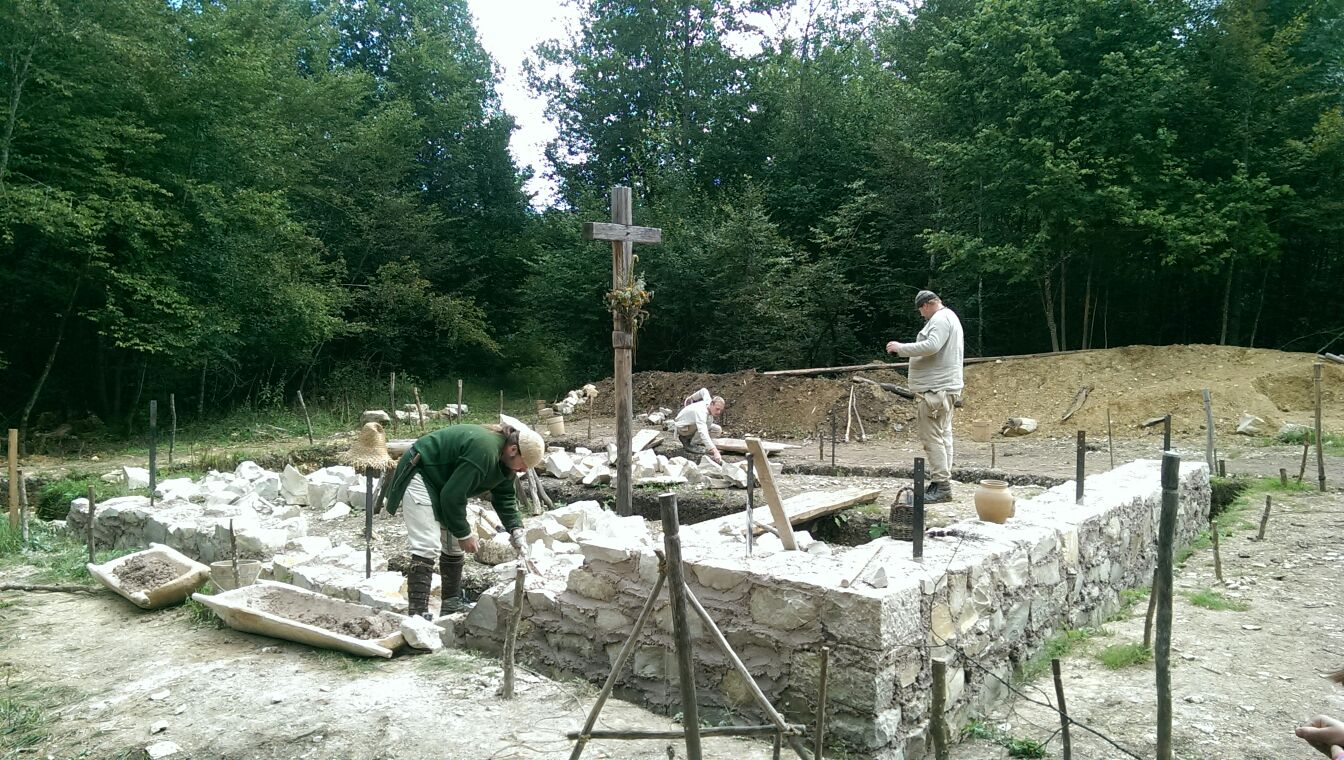
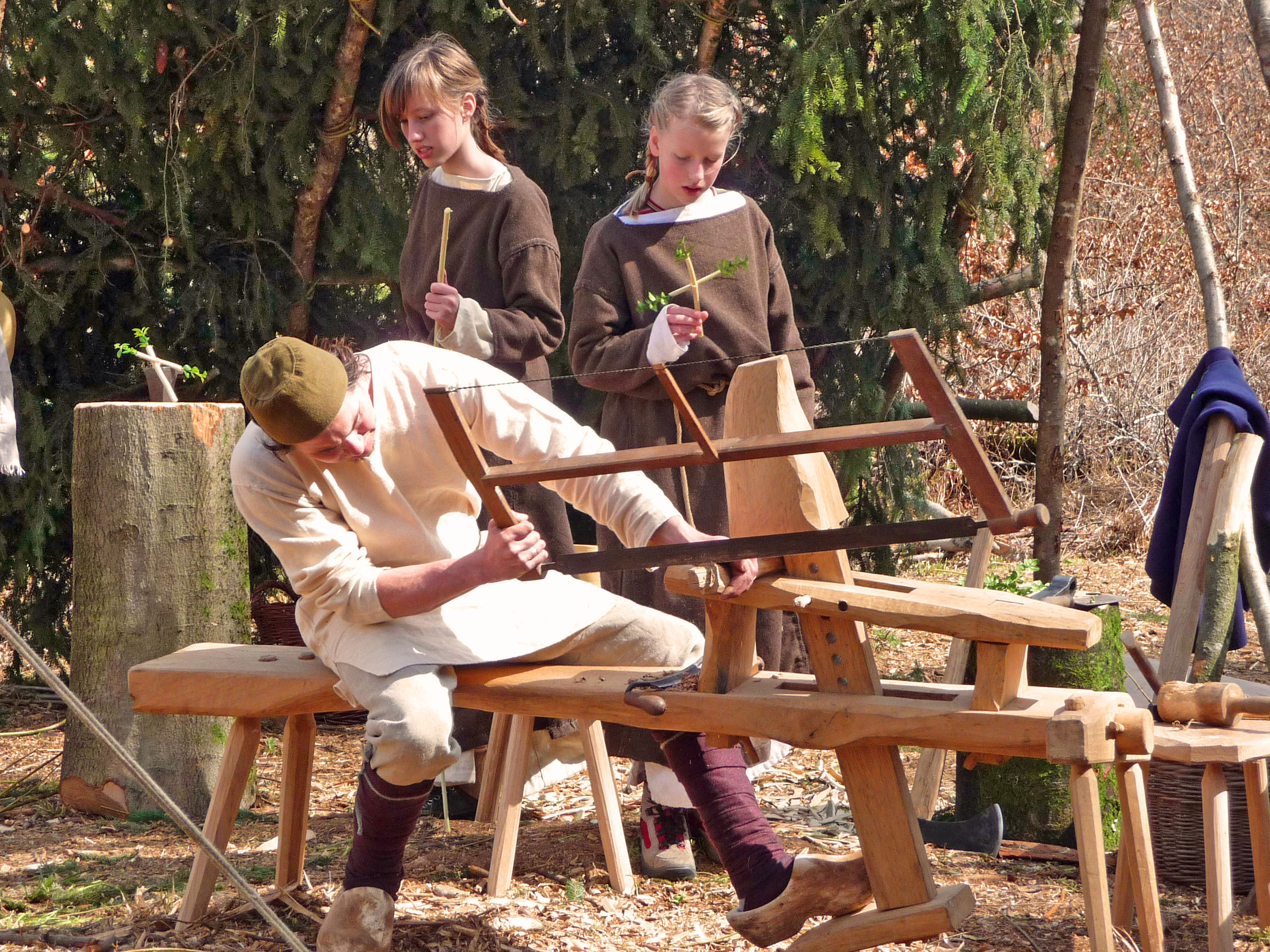
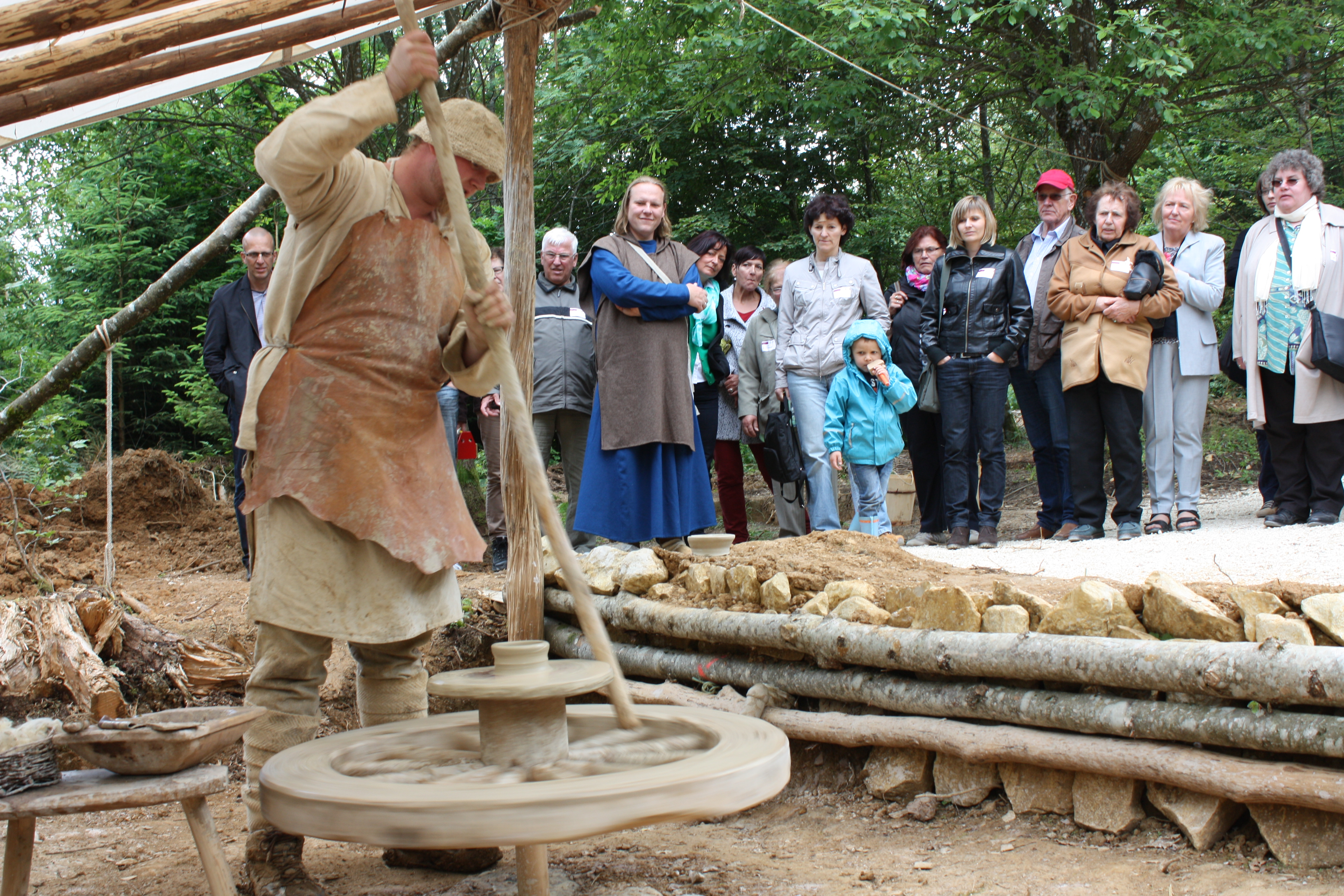
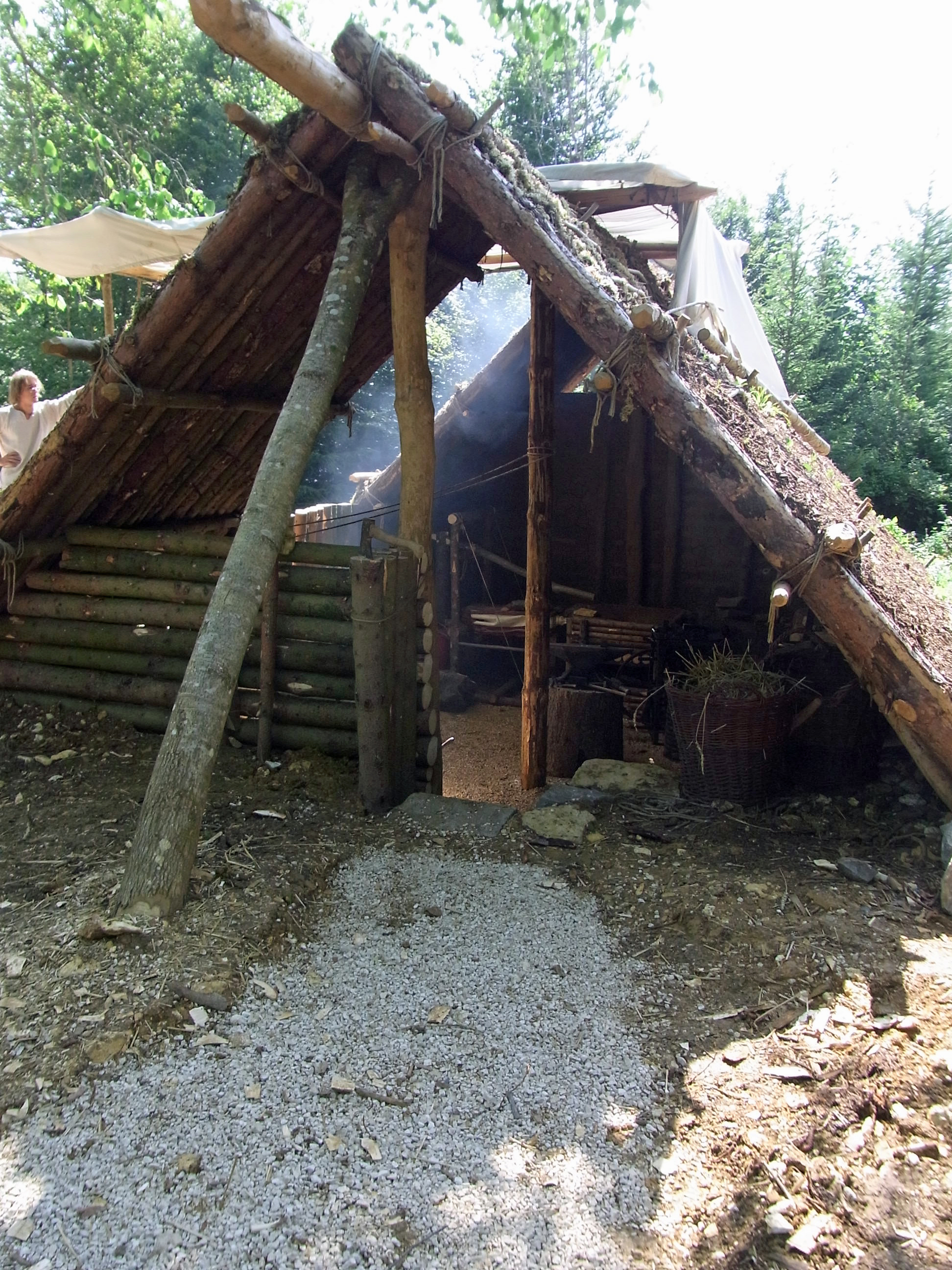

## 建筑过程
2013年6月底，伽利公园的第一片地被从森林中挑选并清理出来，用来为工人们搭建中世纪初的临时工棚。自2013年6月22日起共有近13000名参观者到访伽利公园。2014年4月，木屋与第一个谷仓搭建完成。
如今的伽利公园已经拥有为木工、编制匠、制陶匠、铁匠、石匠、木匠等不同工种设立的不同区域与建筑，游客可以在游览期间体验工作人员利用中世纪的技术完成手工制品，并被鼓励亲身参与到其中。
中世纪养殖包括猪、山羊、绵羊与鸡等禽畜的圈舍、用于获取蜂蜜的蜂巢以及种植草药的花园已经被重现，而公园正中央的木质教堂仍然在建设中。

## 纪录片
自2000年起就开始进行Guédelon城堡工程相关纪录片拍摄的纪录片导演Reinhard Kunge将与德国西南广播公司SWR以及巴登符腾堡州媒体与电影公司MFG合作，为梅斯基希的这一建筑工程也拍摄一部长篇纪录片。